# Tom Wright (theoloog)
Nicholas Thomas (Tom) Wright (Morpeth (Northumberland), 1 december 1948) is een vooraanstaand Britse Anglicaanse theoloog en nieuwtestamenticus. Naar Wright wordt regelmatig verwezen als 'de belangrijkste' hedendaagse nieuwtestamenticus. Daarbij wordt dan vaak genoemd dat hij zowel academisch als populair een grote kwantiteit en kwaliteit bereikt. 
Wright was van 2003 tot 2010 bisschop van Durham in de Church of England. In die periode was hij ook lid van het House of Lords. Sinds 2019 is Wright als senior research fellow verbonden aan Wycliffe Hall, een theologisch college van de Universiteit van Oxford. Zijn academisch werk wordt meestal gepubliceerd onder de naam N.T. Wright, zijn populaire werk onder de naam Tom Wright.

## Denkbeelden
Wrights belangrijkste werk is het inmiddels vierdelige Christian Origins and the Question of God. In 2011 voltooide hij een commentaar op het Nieuwe Testament: de toegankelijke reeks For Everyone (in het Nederlands Voor iedereen). Hij wordt algemeen gezien als gematigd evangelisch en heeft een traditionele visie op de opstanding van Jezus en diens wederkomst. Ook wordt hij wel een preterist genoemd, omdat hij het merendeel van de Bijbelse profetieën ziet als reeds vervuld.
Zijn ideeën over de betekenis van Jezus sluiten het meest aan bij de klassieke Christus Victor-modellen, zonder andere modellen uit te sluiten. Wright benadrukt dat het begrip van wie Jezus en Paulus waren en wat zij deden, altijd gezien moet worden vanuit de kennis over het joodse geloof in de eerste eeuw. Hij verbindt zichzelf daarom ook aan de zogeheten Third Quest naar de historische Jezus en (met vooraanstaande collega's als E.P. Sanders en James Dunn) het Nieuwe Perspectief op Paulus. Dit leidde tot debatten met bijvoorbeeld de conservatieve theoloog John Piper over onder meer de precieze betekenis van 'rechtvaardiging door geloof' bij Paulus.

## Belangrijkste publicaties
Diverse studies
- The Climax of the Covenant: Christ and the Law in Pauline Theology, 1991
- What Saint Paul Really Said: Was Paul of Tarsus the Real Founder of Christianity?, 1997
  - (vertaald als Paulus van Tarsus, 1998, herdr. 2009)
- The Challenge of Jesus: Rediscovering Who Jesus Was and Is, 1999
  - (vertaald als De levende Jezus, 2000)
- Simply Christian: Why Christianity Makes Sense, 2005
  - (vertaald als Eenvoudig christelijk, 2007)
- Evil and the Justice of God, 2006
- Surprised by Hope: Rethinking Heaven, the Resurrection, and the Mission of the Church, 2008
  - (vertaald als Verrast door hoop, 2010)
- After You Believe: Why Christian Character Matters, 2010 (Britse editie: Virtue Reborn)
  - (vertaald als Goed leven, 2012)
- Simply Jesus: A New Vision of Who He Was, What He Did, and Why He Matters, 2011
  - (vertaald als Gewoon Jezus, 2013)
- How God Became King: The Forgotten Story of the Gospels, 2012
  - (vertaald als Hoe God koning werd, 2015)
- Pauline Perspectives: Essays on Paul, 1978-2013, 2013
- The Day the Revolution Began - Reconsidering the Meaning of Jesus' Crucifixion, 2016
  - (vertaald als Goede Vrijdag. De dag dat de revolutie begon, 2018)
- Paul, A Biography, 2018
  - (vertaald als Paulus. Een biografie, 2019)
- God and the Pandemic, 2020

Christian Origins and the Question of God
- Christian Origins and the Question of God is een reeks die uiteindelijk uit zes delen zal bestaan.

1. The New Testament and the People of God, 1992.
2. Jesus and the Victory of God, 1996.
3. The Resurrection of the Son of God, 2003.
4. Paul and the Faithfulness of God, 2013 (twee banden).
5. The Gospels and the Story of God, aangekondigd onder voorbehoud.
6. The Early Christians and the Purpose of God, aangekondigd onder voorbehoud.

Commentaarreeks For Everyone
In 2011 voltooide Wright een volledig commentaar op het Nieuwe Testament, de reeks For Everone, in het Nederlands vertaald als Voor iedereen.
- Matthew for Everyone, Part 1: Chapters 1-15, 2004 ISBN 978-0-281-05301-8
  - (vertaald als Matteüs voor Iedereen, deel 1: Hoofdstuk 1-15, 2008 ISBN 978-90-5194-307-8)
- Matthew for Everyone, Part 2: Chapters 16-28, 2004 ISBN 978-0-281-05487-9
  - (vertaald als Matteüs voor Iedereen, deel 2: Hoofdstuk 16-28, 2008 ISBN 978-90-5194-308-5)
- Mark for Everyone, 2004 ISBN 978-0-664-22783-8
  - (vertaald als Marcus voor Iedereen, 2009 ISBN 978-90-5194-309-2)
- Luke for Everyone, 2004 ISBN 978-0-281-05300-1
  - (vertaald als Lucas voor Iedereen, deel 1: Hoofdstuk 1-12, 2014 ISBN 978-90-5194-310-8 & Lucas voor Iedereen, deel 2: Hoofdstuk 13-24, 2014 ISBN 978-9-05194-311-5)
- John for Everyone, Part 1: Chapters 1-10, 2004 ISBN 978-0-281-05302-5
  - (vertaald als Johannes voor Iedereen, deel 1: Hoofdstuk 1-10, 2016 ISBN 978-90-5194-312-2)
- John for Everyone, Part 2: Chapters 11-21, 2004 ISBN 978-0-281-05520-3
  - (vertaald als Johannes voor Iedereen, deel 2: Hoofdstuk 11-21, 2016 ISBN 978-90-5194-313-9)
- Acts for Everyone, Part 1: Chapters 1-12, 2008 ISBN 978-0-281-05308-7
  - (vertaald als Handelingen voor Iedereen, deel 1: Hoofdstuk 1-12, 2018 ISBN 978-90-5194-314-6)
- Acts for Everyone, Part 2: Chapters 13-28, 2008 ISBN 978-0-281-05546-3
  - (vertaald als Handelingen voor Iedereen, deel 2: Hoofdstuk 13-28, 2018 ISBN 978-90-5194-315-3)
- Paul for Everyone: Romans, Part 1: Chapters 1-8, 2004 ISBN 978-0-281-05736-8
  - (vertaald als Paulus voor Iedereen: Romeinen, deel 1: Hoofdstuk 1-8, 2011 ISBN 978-90-5194-316-0)
- Paul for Everyone: Romans, Part 2: Chapters 9-16, 2004 ISBN 978-0-281-05737-5
  - (vertaald als Paulus voor Iedereen: Romeinen, deel 2: Hoofdstuk 9-16, 2011 ISBN 978-90-5194-317-7)
- Paul for Everyone: 1 Corinthians, 2004 ISBN 978-0-281-05305-6
  - (vertaald als Paulus voor Iedereen - 1 Korintiërs, 2014 ISBN 978-90-5194-318-4)
- Paul for Everyone: 2 Corinthians, 2004 ISBN 978-0-281-05306-3
  - (vertaald als Paulus voor Iedereen - 2 Korintiërs, 2016 ISBN 978-90-5194-319-1)
- Paul for Everyone: Galatians and Thessalonians, 2004 ISBN 978-0-281-05304-9
  - (vertaald als Paulus voor Iedereen - Galaten en Tessalonicenzen, 2014 ISBN 978-90-5194-320-7)
- Paul for Everyone, the Prison Letters: Ephesians, Philipians, Colossians and Philemon, 2004 ISBN 978-0-664-22788-3
  - (vertaald als Paulus voor Iedereen - De gevangenisbrieven: Efeziërs, Filippenzen, Kolossenzen en Filemon, 2011 ISBN 978-90-5194-321-4)
- Paul for Everyone: the Pastoral Letters, 2004 ISBN 978-0-664-22794-4
  - (vertaald als Paulus voor Iedereen - De pastorale brieven: 1 en 2 Timoteüs en Titus, 2018 ISBN 978-90-5194-322-1)
- Hebrews for Everyone, 2004 ISBN 978-0-664-22793-7
  - (vertaald als Hebreeën voor Iedereen, 2019 ISBN 978-90-5194-323-8)
- Early Christian Letters for Everyone: James, Peter, John and Judah, 2011 ISBN 978-0-281-06465-6
  - (vertaald als Algemene Zendbrieven voor Iedereen - Jakobus, Petrus, Johannes, Judas, 2019 ISBN 978-90-5194-324-5)
- Revelation for Everyone, 2011 ISBN 978-0-281-06463-2
  - (vertaald als Openbaring voor Iedereen, 2019 ISBN 978-90-5194-325-2)